# 森當 (密蘇里州)
森當（英語：Sundown）是位於美國密蘇里州歐扎克縣的普查規定居民點。此地原為歐扎克縣內的村，於2000年從市鎮名單中被除名。

## 人口
根據2020年美國人口普查的數據，森當的面積為4.83平方千米，當中陸地面積為3.78平方千米，而水域面積為1.05平方千米。當地共有人口62人，而人口密度為每平方千米12.84人。